# 돈다바야시역
돈다바야시역(일본어: 富田林駅)은 일본 오사카부 돈다바야시시에 위치한 긴키 닛폰 철도 나가노 선의 철도역이다. 역 번호는 O 18이며, 상대식 승강장 2면 2선의 구조를 갖춘 지상역이다.

## 타는 곳
| 1 | O 나가노 선 | 하행 | O 가와치나가노 방면                  |
| 2 | O 나가노 선 | 상행 | O 후루이치 · F 오사카아베노바시 방면 |

## 이용 현황
- 2005년 11월 8일 : 16,714명
- 2008년 11월 18일 : 15,836명
- 2010년 11월 9일 : 15,229명
- 2012년 11월 13일 : 14,459명
- 2015년 11월 10일 : 13,768명

## 역 주변
- 국도 제170호선
- 오사카 예술대학
- 돈다바야시 시립 추오 도서관
- 오사카 부립 지카쓰 아스카 박물관

## 인접 역
| 긴키 닛폰 철도 나가노 선 | 긴키 닛폰 철도 나가노 선 | 긴키 닛폰 철도 나가노 선                 |
| ------------------------ | ------------------------ | ---------------------------------------- |
| O17 기시 후루이치 방면   | O 나가노 선              | 돈다바야시니시구치 O19 가와치나가노 방면 |